# Gliptoteka
Gliptoteka (grčki: γλυπτός: urezan, izrezbaren + -teka) je zbirka izrezbarenih predmeta od kamena; u širem značenju, zbirka kipova, muzej skulpture. Takve su zbirke postojale već u antici; u doba renesanse bila je glasovita zbirka Lorenza de’ Medicija u Firenci.
Riječ Gliptoteka skovao je knjižničar bavarskog kralja Ludviga I.
Najpoznatiji muzeji koji nose ime gliptoteke su:
- Glyptothek, München, Njemačka
- Ny Carlsberg Glyptotek, Kopenhagen, Danska
- Nacionalna gliptoteka, Atena, Grčka
- Gliptoteka HAZU u Zagrebu